# Panglao (eiland)
Panglao is een eiland in de Filipijnse provincie Bohol. Het eiland ligt zuidwesten van het eiland Bohol tegenover de hoofdstad van de provincie Tagbilaran. Het eiland had bij de laatste officiële telling in 2000 47.752 inwoners verdeeld over 6559 huishoudens.

## Geografie

### Bestuurlijke indeling
Op het eiland liggen de volgende twee gemeenten:
| - Dauis - Panglao |

Deze zijn gemeenten zijn weer onderverdeeld in tien barangay's:
- Bil-isan
- Bolod
- Danao (grootste barangay)
- Doljo
- Libaong
- Looc
- Lourdes
- Poblacion
- Tangnan
- Tawala

### Landschap
Het eiland Panglao is relatief vlak met twee kleine heuveltjes. Het eiland strekt zich uit van het noordoosten tot het zuidwesten. Op het eiland zijn diverse mooie stranden te vinden. Een van de bekendste en populairste is Alona Beach, aan de zuidoostkust van het eiland.